# Comté de Lancaster (Caroline du Sud)
Pour les articles homonymes, voir Lancaster et Comté de Lancaster.
Le comté de Lancaster est l’un des 46 comtés de l’État de Caroline du Sud, aux États-Unis. Il a été fondé en 1798. Son siège est la ville de Lancaster. Selon le recensement de 2010, la population du comté est de 76 652 habitants.

## Géographie
Le comté a une superficie de 1 438 km², dont 1 422 km² en surfaces terrestres. 

## Démographie
| 1790  | 1800  | 1810  | 1820  | 1830   | 1840  |
| ----- | ----- | ----- | ----- | ------ | ----- |
| 6 302 | 6 012 | 6 318 | 8 716 | 10 361 | 9 907 |

| 1850   | 1860   | 1870   | 1880   | 1890   | 1900   |
| ------ | ------ | ------ | ------ | ------ | ------ |
| 10 988 | 11 797 | 12 087 | 16 903 | 20 761 | 24 311 |

| 1910   | 1920   | 1930   | 1940   | 1950   | 1960   |
| ------ | ------ | ------ | ------ | ------ | ------ |
| 26 650 | 28 628 | 27 980 | 33 542 | 37 071 | 39 352 |

| 1970   | 1980   | 1990   | 2000   | 2010   | - |
| ------ | ------ | ------ | ------ | ------ | - |
| 43 328 | 53 361 | 54 516 | 61 351 | 76 652 | - |